# 达摩克利斯

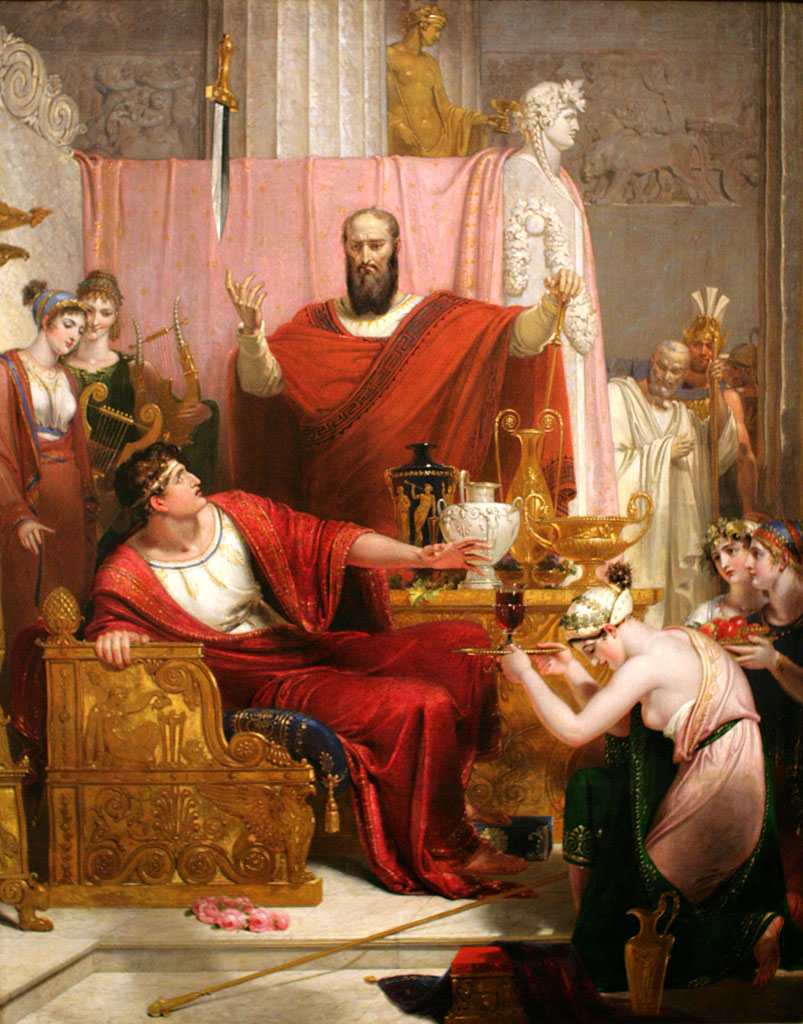
理查德·韦斯托尔繪製的《达摩克利斯之剑》（Sword of Damocles），1812年

达摩克利斯（Damocles）是后来才加入古希腊文化的独立道德轶事中出现的人物形象。
这个形象正确来说属于传说，而不是希腊神话。轶事出现在陶尔米纳的提麥奧斯（公元前356年－公元前260年）所写的西西里岛失去的历史中。西赛罗可能在狄奥多罗斯·西库鲁斯的作品中读到它，并在其著作《图斯库卢姆辩论》V.61中引用。

## 故事劇情
达摩克利斯是公元前4世纪意大利叙拉古的僭主狄奥尼修斯二世的朝臣，他非常喜欢奉承狄奥尼修斯。他奉承道：狄奥尼修斯实在很幸运，能拥有這樣至高的权力和威信。狄奥尼修斯提议与他交换一天的身份，那他就可以嚐到作為首领的滋味。在晚上举行的宴会裡，达摩克利斯非常享受成为国王的感觉。当晚餐快结束的时候，他抬头才注意到王位上方仅用一根马鬃悬挂着的利剑。因為狄奥尼修斯在他的統治下樹敵許多，他以此劍表示，即使擁有如此多的權勢財富，也得處處提防想殺掉他的人。達摩克利斯立即失去了对美食和美女的兴趣，并请求僭主放過他，他不想再擁有如此高的權位了。

## 影响
达摩克利斯之剑通常用于象征这则传说，代表拥有强大的力量卻也得時常害怕被奪走。或者简单来说，就是感到末日的降临。达摩克利斯之剑的木刻图片出现在16世纪和17世纪欧洲书籍图案上。达摩克利斯之剑同时也是电影《洛基恐怖秀》中一首曲的标题，首映於1975年。

## 外部連結
- Cicero,  (translation), Livius.org, V.21,   [2016-11-29], （原始内容存档于2001-03-31）.